# Teano
Teano é uma comuna italiana da região da Campania, província de Caserta, com cerca de 13.014 habitantes. Estende-se por uma área de 88 km², tendo uma densidade populacional de 148 hab/km². Faz fronteira com Caianello, Calvi Risorta, Carinola, Francolise, Riardo, Roccamonfina, Rocchetta e Croce, Sessa Aurunca, Vairano Patenora.
Era conhecida como Teano Sidícino (em latim: Teanum Sidicinum) durante o período romano.

## Demografia
| Variação demográfica do município entre 1861 e 2011                               |
|                                                                                   |
| Fonte: Istituto Nazionale di Statistica (ISTAT) - Elaboração gráfica da Wikipedia |